# Sam Hemeleers
Sam Hemeleers (Mechelen, 23 februari 1995) is een Belgisch basketballer. 

## Carrière
Hemeleers begon zijn loopbaan bij Pitzemburg Basket Mechelen, het huidige Kangoeroes Basket Mechelen. In 2013 maakte hij de overstap naar Telenet Oostende. Aanvankelijk werd Hemeleers nog uitgeleend aan Gistel, in het seizoen 2014/15 maakte hij zijn debuut op het hoogste niveau. Tijdens dit seizoen kwam hij echter slechts één keer in actie voor Telenet Oostende. Tijdens het seizoen 2015/16 kwam Hemeleers vaker aan spelen toe. In het seizoen 2017/18 speelde hij voor Okapi Aalstar. In 2018/19 speelde hij voor Limburg United. Nadien zette hij een stap terug naar de tweede klasse bij Melco Ieper en Basics Melsele.
Halfweg het seizoen 2023/24 tekende hij bij Kontich Wolves in de Belgische tweede klasse. Door zijn ervaring, spelinzicht en leiderskwaliteiten ontpopte Hemeleers zich al snel tot dé dirigent van de ploeg. Hij loodste Kontich van een degradatieplaats alsnog naar de play-ins, waarin de ploeg zich plaatste voor de play-offs door zijn vorige club, Basics Melsele, uit te schakelen.
Ook in het seizoen 2024/25 zal Hemeleers de groen-witte kleuren van Kontich Wolves vertegenwoordigen.
In 2016 kwam hij in opspraak omdat hij zou gegokt hebben op eigen wedstrijden, het zou enkel gaan over winst.

## Palmares
- 2015, 2016, 2017: Kampioen van België
- 2015, 2016, 2017: Beker van België